# أنطونيو دي مندوزا
أنطونيو دي مندوزا هو ضابط ودبلوماسي وفارس وسياسي إسباني، ولد في 1494 في غرناطة في إسبانيا، وتوفي في 21 يوليو 1552 في ليما في بيرو. انتخب سفير وانتخب Viceroy of New Spain ‏ (17 أبريل 1535 – 25 نوفمبر 1550) وانتخب Viceroy of New Spain ‏ (12 سبتمبر 1551 – 21 يوليو 1552).